# 에펠 (영화)
《에펠》(Eiffel)은 2021년 공개된 프랑스의 로맨틱 드라마 영화이다. 이 영화는 로맹 뒤리스가 귀스타브 에펠로 출연 하며 에펠과 어린 시절 연인인 아드리옌 부르제스 (에마 매키 분) 사이의 가상의 로맨스를 묘사하고 있다. 피에르 들라동샹도 조연으로 출연한다.

## 출연
- 로맹 뒤리스 - 귀스타브 에펠 역
- 에마 매키 - 아드리옌 부르제스 역
- 피에르 들라동샹 - 앙투안 드레스타크 역